# 가베스주

가베스주의 위치

가베스주(영어: Gabès Governorate, 아랍어: ولاية قابس)는 튀니지에 있는 주로, 주도는 가베스이며 이 외에도 엘 함마 등의 도시가 있다. 면적은 7,175km2이며, 인구는 343,000명(2004년)이다.